# Sciocyrtinus elongatus
Sciocyrtinus elongatus är en skalbaggsart som beskrevs av Fisher 1935. Sciocyrtinus elongatus ingår i släktet Sciocyrtinus och familjen långhorningar. Inga underarter finns listade i Catalogue of Life.